# Sajid Javid
Sajid Javid (Rochdale, Gran Mánchester, 5 de diciembre de 1969) es un político británico de origen panyabí-pakistaní, miembro del Partido Conservador. Fue canciller de la Hacienda del Reino Unido y ministro de Sanidad durante el gobierno de Boris Johnson desde el 24 de julio de 2019, hasta su dimisión en julio de 2022. Anteriormente había ocupado el cargo de ministro del Interior, desde la dimisión de Amber Rudd en el 30 de abril de 2018. Previamente había sido desde el 14 de julio de 2016 secretario de Estado para Comunidades y Gobierno Local del Reino Unido.
Desde 2010 es miembro del Parlamento (MP) para la circunscripción de Bromsgrove en Worcestershire. Fue secretario de Estado para la Cultura de 2014 a 2015, y secretario de Estado de Comercio y Industria de 2015 a 2016 del primer ministro David Cameron.
Firmó la orden de extradición de Julian Assange a los Estados Unidos el 13 de junio de 2019.